# Essener Eck
Das Essener Eck, auch Essener Egge, (3005 m ü. A.) ist ein Berggipfel des Maurerkamms in der Venedigergruppe in Osttirol (Österreich). Er liegt im Gemeindegebiet von Prägraten am Großvenediger. Das Essener Eck ist der westlichste Gipfel des Maurerkamms, benachbarte Gipfel im Osten sind der Hohe Aderscheitel und der Niedere Aderscheitel.

## Lage
Das Essener Eck bildet den Eckpunkt des langen Westgrats der Südlichen Malhamspitze (3329 m ü. A.), der als Aderscheitelkamm bezeichnet wird. Nächstgelegene Gipfel sind der östlich gelegene Niedere Aderscheitel (3119 m ü. A.) und der Hohe Aderscheitel (3201 m ü. A.). Westlich des Essener Ecks befindet sich das hinterste Umbaltal, im Norden liegt das Umbalkees.

## Aufstiegsmöglichkeiten
Das Essener Eck ist ein wenig markanter Berg von alpinistisch untergeordneter Bedeutung. Der Normalweg auf das Essener Eck beginnt bei der Clarahütte im Umbaltal, wobei man danach dem markierten Weg nach Norden im Talgrund folgt, bis sich im Bereich einiger von Osten einmündender Bäche eine Anstiegsmöglichkeit ergibt. Hier steigt man weglos über die Steilzone auf bis man flacheres Gelände erreicht. Danach wendet man sich nach Norden und quert das Gelände bis zum Gipfel. Vom Gipfel bietet sich der Gratübergang zur Südlichen Malhamspitze an, wobei man dem Rücken über den Niederen und Hohen Aderscheitl zunächst über Schrofen und Schutt folgt. Zuletzt erreicht man in leichter Kletterei am Westgrat die Südliche Malhamspitze (I).